# Sopwith Aviation Company
La Sopwith Aviation Company posteriorment Sopwith Aviation & Engineering Company va ser una empresa fabricant d'aeronaus britànica que va dissenyar i fabricar avions principalment pel Royal Naval Air Service, Royal Flying Corps i la Royal Air Force a la Primera Guerra Mundial, sent la seva aeronau més famosa el Sopwith Camel. Els exèrcits francès, belga i americà també van fer servir alguns avions de la Sopwith durant la Guerra.
L'abril de 1919 l'empresa va ser rebatejada com a Sopwith Aviation & Engineering Company Limited. El setembre de 1920 l'empresa es va sotmetre a liquidació voluntària després que falles un intent de construir motocicletes. Les patents i els actius van ser comprades per una empresa nova H.G. Hawker Engineering .

## Llistat d'aeronaus

### Abans de la Primera Guerra Mundial
- Sopwith-Wright Biplane (1912)
- Sopwith Hybrid Biplane (1912)
- Sopwith Three-seater (1912)
- Sopwith Bat Boat (1913)
- Sopwith Sociable (1913)
- Sopwith Admiralty Type C (1914)
- Sopwith Special Torpedo seaplane Type C
- Sopwith 1914 Schneider Racer
- Sopwith Type SPGN o "Gunbus"

### Primera Guerra Mundial
- Sopwith Admiralty Type 137
- Sopwith Type 806
- Sopwith Type 807
- Sopwith Type 860
- Sopwith Two-Seat Scout
- Sopwith Tabloid
- Sopwith Baby
- Sopwith Sparrow El bombarder monoplaça Sopwith 1½ Strutter
- Sopwith 1½ Strutter
- Sopwith Pup
- Sopwith Triplane
- Sopwith L.R.T.Tr.
- Sopwith Hispano-Suiza Triplane[1]
- Sopwith Bee
- Sopwith Camel
- Sopwith B.1
- Sopwith Hippo
- Sopwith Cobham Bombarder bimotor

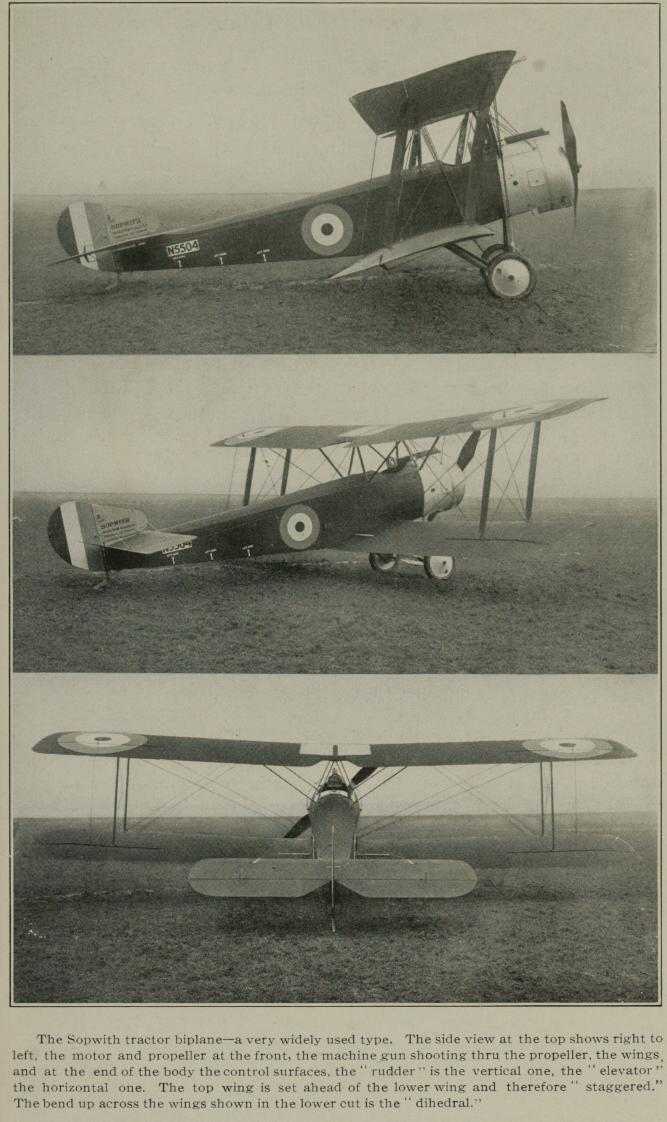
El bombarder monoplaça Sopwith 1½ Strutter

- Sopwith AT Aerial Target – Míssil guiat per ràdio-control
- Sopwith Dragon
- Sopwith Snipe
- Sopwith Dolphin
- Sopwith Salamander
- Sopwith Cuckoo
- Sopwith Bulldog
- Sopwith Buffalo
- Sopwith Rhino
- Sopwith Scooter
- Sopwith Swallow
- Sopwith Snail
- Sopwith Snapper
- Sopwith Snark

### Després de la Primera Guerra Mundial
- Sopwith Gnu
- Sopwith 1919 Schneider Cup Seaplane
- Sopwith Atlantic
- Sopwith Antelope
- Sopwith Wallaby
- Sopwith Rainbow racer
- Sopwith Grasshopper